# Ursula Ulrike Kaiser
Ursula Ulrike Kaiser (* 1971 in Dresden) ist eine deutsche evangelische Theologin und Hochschullehrerin.

## Leben und Wirken
Kaiser studierte neuere deutsche Literatur und evangelische Theologie in Berlin und Bern. 1999 erwarb sie den Magisterabschluss (Neuere Deutsche Literatur und evangelische Theologie) in Berlin. 2000 legte sie das erste theologische Examen in Leipzig ab. Von 1999 bis 2005 war sie wissenschaftliche Mitarbeiterin am Fachbereich Neues Testament der Theologischen Fakultät der Humboldt-Universität zu Berlin bei Hans-Gebhard Bethge. Nach der Promotion 2005, dem Vikariat (2005–2007) in der EKBO, dem zweiten theologischen Examen 2007 und der Ordination 2008 war sie bis 2009 als Pfarrerin in der Kirchengemeinde des Evangelischen Johannesstifts Berlin und als Dozentin (Neues Testament und Dogmatik) in der Diakonenausbildung am dortigen Wichernkolleg. Von 2009 bis 2014 war sie wissenschaftliche Mitarbeiterin am Institut für Neues Testament der Universität Hamburg bei Christine Gerber. 
Von 2014 bis 2016 war sie wissenschaftliche Mitarbeiterin am Institut für Neues Testament der Universität Hamburg auf eigener Stelle (Drittmittel: DFG). 
Nach der Habilitation im Dezember 2016 in Hamburg wurde sie im Januar 2017 zur Privatdozentin ernannt und erhielt die Lehrbefugnis für das Fach Neues Testament. Von Dezember 2016 bis Dezember 2018 war sie als Akademische Rätin am Institut für Evangelische Theologie der Universität Duisburg-Essen tätig. Seit 2019 lehrt sie als Professorin für Biblische Theologie und ihre Didaktik an der TU Braunschweig. Seit März 2023 ist sie Professorin für Neues Testament und Lehrstuhlinhaberin an der Friedrich-Schiller-Universität Jena.
Ihre Forschungsschwerpunkte sind Hermeneutik und Methodenfragen, Metaphernauslegung in der Theologie, Geburts- und Zeugungsmetaphorik im NT, Johannesevangelium, Nag-Hammadi- und Gnosisforschung und neutestamentliche Apokryphen.
Kaiser ist verheiratet und Mutter zweier Kinder.

## Publikationen (Auswahl)
- Die Hypostase der Archonten. (Nag-Hammadi-Codex II,4) (= Texte und Untersuchungen zur Geschichte der altchristlichen Literatur. Archiv für die Ausgabe der griechischen christlichen Schriftsteller der ersten Jahrhunderte, Band 156). De Gruyter, Berlin 2006, ISBN 3-11-019071-0 (zugleich Dissertation, HU Berlin 2005).
- Die Rede von „Wiedergeburt“ in Neuen Testament. Ein metapherntheoretisch orientierter Neuansatz nach 100 Jahren Forschungsgeschichte (= Wissenschaftliche Untersuchungen zum Neuen Testament, Band 413). Mohr Siebeck, Tübingen 2018, ISBN 3-16-155340-3 (zugleich Habilitationsschrift, Hamburg 2016/2017).
- mit Ulrike Lenz, Evamaria Simon, Martin Steinhäuser: Handbuch für die Praxis (= Gott im Spiel. Godly Play weiterentwickelt, Band 1). Calwer Verlag, Stuttgart 2018, ISBN 3-7668-4458-X.
- Neutestamentliche Exegese kompakt: Eine Einführung in die wichtigsten Methoden und Hilfsmittel. Mohr Siebeck, Tübingen 2022, ISBN 9783825259846 ([1])